# Santiago Lange
Santiago Raúl Lange (San Isidro, 22 settembre 1961) è un velista argentino.

## Biografia
È laureato in ingegneria navale all'università di Southampton.
Suo padre prese parte alle olimpiadi di Helsinki 1952 come velista. 
Nel 2015 gli fu diagnosticato un carcinoma al polmone sinistro, in seguitò a ciò l'organo gli venne asportato. Lange ha dichiarato che il suo impegno sportivo, che lo porta a sottoporsi spesso a controlli e visite mediche, è stato fondamentale per una pronta diagnosi della malattia favorendo le sue possibilità di guarigione. Ha affermato in un'intervista che dopo cinque giorni dal suo intervento chirurgico, avvenuto a Barcellona, era già in bicicletta e un mese dopo era tornato a praticare la vela.
Ha quattro figli. Yago e Klaus, sono anche essi velisti. Nelle Olimpiadi di Rio de Janeiro del 2016 ha fatto parte con i suoi figli della spedizione olimpica argentina. Questi ultimi hanno gareggiato nella Classe 49er maschile.
Pratica lo yoga.

## Carriera
Ha partecipato a sei edizioni dei Giochi olimpici: Seul 1988, Atlanta 1996, Sydney 2000, Atene 2004, Pechino 2008 e Rio de Janeiro 2016.
Nel 2004 e nel 2008 vinse la medaglia di bronzo nella specialità Tornado, in squadra con Carlos Espínola.
Nel 2016 ha vinto la medaglia d'oro, nella classe mista Nacra 17, in squadra con Cecilia Carranza.

## Palmarès parziale
| Anno | Manifestazione  | Sede           | Risultato | Gara           |
| ---- | --------------- | -------------- | --------- | -------------- |
| 1985 | Mondiali        | Argentina      | Oro       | Snipe          |
| 1987 | Mondiali        | Francia        | Argento   | Snipe          |
| 1993 | Mondiali        | Brasile        | Oro       | Snipe          |
| 1995 | Mondiali        | Italia         | Oro       | Snipe          |
| 2003 | Mondiali        | Cadice         | Bronzo    | Classe Tornado |
| 2004 | Giochi olimpici | Atene          | Bronzo    | Classe Tornado |
| 2006 | Mondiali        | San Isidro     | Argento   | Classe Tornado |
| 2008 | Giochi olimpici | Pechino        | Bronzo    | Classe Tornado |
| 2016 | Giochi olimpici | Rio de Janeiro | Oro       | Classe Nacra17 |